# Jan Åge Fjørtoft
Jan Åge Fjørtoft, né le 10 janvier 1967 à Ålesund (Norvège), est un footballeur norvégien qui évoluait au poste d'attaquant au Rapid Vienne, à l'Eintracht Francfort et en équipe de Norvège, avec laquelle il a marqué vingt buts lors de ses 71 sélections entre 1986 et 1996.

## Biographie
Jan Åge Fjørtoft a évolué dans quatre différents championnats européens (Norvège, Autriche, Angleterre et Allemagne). Il est l'attaquant le plus capé en équipe de Norvège derrière Tore André Flo.

## Carrière
- 1986-1987 : Ham-Kam
- 1988-1989 : Lillestrøm SK
- 1989-1993 : Rapid Vienne
- 1993-1995 : Swindon Town
- 1995-1996 : Middlesbrough Football Club
- 1997-1998 : Sheffield United
- 1998 : Barnsley Football Club
- 1998-2001 : Eintracht Francfort
- 2001 : Stabæk Fotball
- 2002 : Lillestrøm SK

## Palmarès

### En équipe nationale
- 71 sélections et 20 buts en équipe de Norvège entre 1986 et 1996.
- Participation à la coupe du monde 1994 (deux matches joués, contre le Mexique et l'Italie).

### Avec Lillestrøm SK
- Vainqueur du Championnat de Norvège de football en 1989.